# 米爾黑文 (喬治亞州)
米爾黑文（英語：Millhaven）是位於美國喬治亞州斯克里文縣的一個非建制地區。該地的面積和人口皆未知。

## 地理
米爾黑文的座標為32°56′02″N 81°38′58″W / 32.93389°N 81.64944°W，而該地的平均海拔高度為36米（即118英尺）。